# نرکین ساسناشن
نرکین ساسناشن (به ارمنی: Ներքին Սասնաշեն) یک روستا در ارمنستان است که در استان آراگاتسوتن واقع شده‌است. نرکین ساسناشن در ۴۰ کیلومتری شمال غرب آشتاراک، مرکز استان آراگاتسوتن واقع شده‌است.

## خصوصیات
نرکین ساسناشن ۹۹۹ نفر جمعیت دارد و در ارتفاع ۱۸۰۰ متر بالاتر از سطح دریا قرار گرفته‌است.
| سال   | ۱۸۳۱ | ۱۸۷۳ | ۱۸۹۷ | ۱۹۲۲ | ۱۹۲۶ | ۱۹۳۱ | ۱۹۳۹ | ۱۹۵۹ | ۱۹۷۰ | ۱۹۷۹ | ۱۹۸۹ | ۲۰۰۱ | ۲۰۰۴ |
| جمعیت | ۴۹   | ۲۶۵  | ۲۳۳  | ۳۴۵  | ۳۶۲  | ۴۵۲  | ۶۶۸  | ۷۵۰  | ۹۰۱  | ۸۷۷  | ۱۰۳۲ | ۹۹۹  | ۱۰۹۳ |